# Idotea emarginata
Idotea emarginata là một loài chân đều trong họ Idoteidae. Loài này được Fabricius miêu tả khoa học năm 1793.